# Trichostachys lehmbachii
Trichostachys lehmbachii är en måreväxtart som beskrevs av Karl Moritz Schumann. Trichostachys lehmbachii ingår i släktet Trichostachys och familjen måreväxter.
Artens utbredningsområde är Kamerun. Inga underarter finns listade i Catalogue of Life.